# Raymond Spruance
Raymond Ames Spruance (Baltimore, 3 de julho de 1886 — Pebble Beach, 13 de dezembro de 1969) foi um almirante da Marinha dos Estados Unidos, famoso na história da Segunda Guerra Mundial por comandar a frota norte-americana durante a Batalha de Midway, primeira vitória aliada na Guerra do Pacífico e ponto de virada no conflito contra o Japão.
Após Midway, Spruance viria a exercer diversos comandos na frota durante o restante do conflito no Oceano Pacífico, tornando-se embaixador dos Estados Unidos nas Filipinas depois da II Guerra Mundial.

## Primeiros anos
Spruance nasceu em Baltimore, no estado de Maryland , na casa de seus avós maternos. Após seu nascimento, seus pais retornaram à cidade de Indianápolis, onde o casal vivia. Lá Spruance cursou escolas públicas e se formou na academicamente rigorosa e respeitada Shortridge High School. De lá ele foi para a Academia Naval dos Estados Unidos, onde se graduou em 1906, completando posteriormente o curso de engenharia elétrica.
Sua carreira posterior incluiu o comando de contratorpedeiros e do couraçado USS Mississipi. Em 1940 e 1941, comandou o 10º distrito naval baseado em San Juan de Porto Rico, onde o ataque japonês a Pearl Harbor o encontraria.

## Guerra do Pacífico
Nos primeiros meses do conflito, Spruance, no posto de contra-almirante, comandou um flotilha de cruzadores no Pacífico. Pouco antes da Batalha de Midway, o almirante William Halsey, comandante da frota americana de porta-aviões,  caiu enfermo baixando o hospital devido a uma infecção virótica e recomendou Spruance para substituí-lo no comando, apesar das objeções de seu estado-maior de que este, um comandante de cruzadores, tinha pouco ou nenhum conhecimento de como comandar porta-aviões. Entretanto, no comando da Força Tarefa 16, liderada pelos porta-aviões USS Enterprise  e USS Hornet, suas decisões nos momentos cruciais da batalha surpreendendo os japoneses, foram extremamente úteis e objetivas, possibilitando grande vitória sobre a frota japonesa, que teve quatro de seus porta-aviões afundados, mudando a sorte da guerra em favor dos Estados Unidos.
Após Midway, Spruance foi promovido a chefe de estado-maior do comandante em chefe da frota do Pacífico, Almirante Nimitz, e em 1943 recebeu o comando da Força do Pacífico Central, que se tornou a 5ª frota americana em abril de 1944. Neste comando, Spruance comandou as campanhas que culminaram na captura das Ilhas Marshall, Gilbert, Marianas, Okinawa e Iwo Jima.
Em abril 1944 ele conseguiu  outra grande vitória pessoal no teatro de guerra, no ataque contra a base japonesa de Truk, quartel general central da marinha imperial no Pacífico, afundando doze vasos de guerra e trinta e dois navios mercantes inimigos  e destruindo 249 aeronaves de combate. Em junho, durante a Batalha das Ilhas Marianas, foi o responsável pela derrota naval japonesa na Batalha do Mar das Filipinas – travada ao largo das ilhas onde aconteciam os combates terrestres - que praticamente aniquilou o poderio do inimigo em porta-aviões e aviação embarcada, apesar de críticas de que não teria sido mais agressivo nos combates, permitindo que algumas importantes belonaves japonesas escapassem ilesas sem serem perseguidas.
No segundo semestre de 1945, ao fim da guerra, Spruance substituiu o Almirante Nimitz como comandante da frota americana do Pacífico.

## Pós-guerra
A efetiva promoção de Ray Spruance a almirante de esquadra (cinco estrelas), um cargo honorífico e simbólico na marinha americana, foi diversas vezes bloqueada pelo congressista Carl Vinson - um dos mais longevos senadores norte-americanos do século XX e entusiasta e propagador do fortalecimento e modernização da marinha - grande partidário do almirante William Halsey, um dos poucos almirantes a conseguir esta honra. Em resposta, o Congresso dos Estados Unidos passou um Ato inédito após a guerra, concedendo a Spruance o pagamento integral referente a esta patente, após se aposentar da marinha e pelo resto da vida.
Ele foi presidente do Colégio de Guerra Naval do começo de 1946 até sua aposentadoria do serviço ativo, em 1948. Em 1952, foi nomeado pelo presidente Harry Truman como embaixador dos Estados Unidos nas Filipinas, cargo que ocupou até 1955. Morreu em dezembro de 1969 na cidade de Pebble Beach, na Califórnia, sendo enterrado com honras militares perto do almirante Nimitz, no Cemitério Nacional Golden Gate, em São Francisco.